# Dirk Lötfering

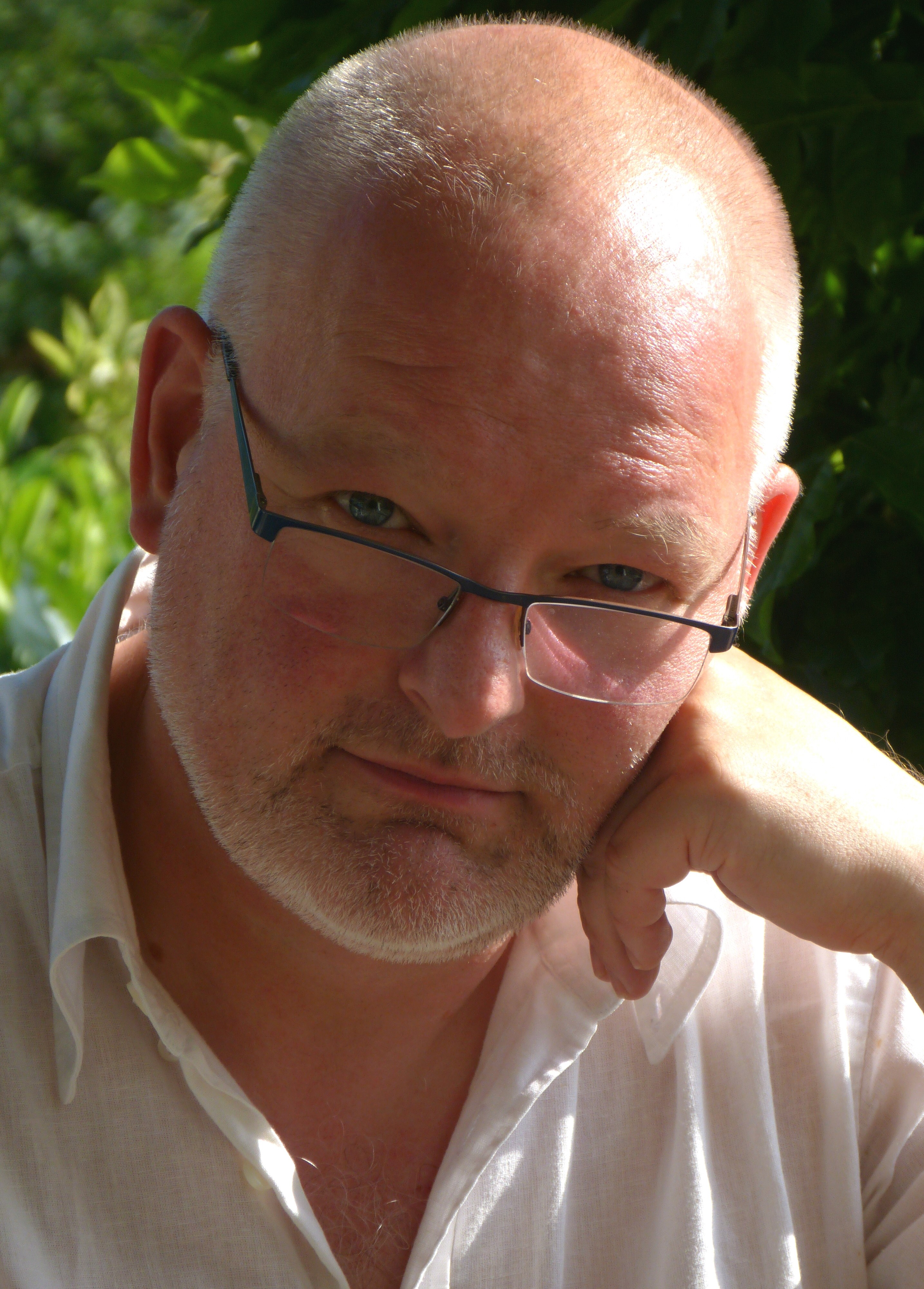
Dirk Lötfering (2014)

Dirk Lötfering (* 31. Oktober 1964 in Paderborn) ist ein deutscher Komponist, Arrangeur, Notensetzer, Moderator und Rezitator.

## Leben
Bereits vor seiner Einschulung begann seine musikalische Ausbildung; 1973 wurde er Mitglied im Paderborner Domchor (Leiter: Theodor Holthoff), dem er bis 1977 angehörte. Hier lernte er nicht nur das katholische liturgische Musikrepertoire von Giovanni Pierluigi da Palestrina über Joseph Haydn und  Anton Bruckner bis zu Hermann Schroeder, sondern vor allem auch die Gregorianik kennen – ein Musikstil, der in seinen späteren Kompositionen wiederholt Eingang gefunden hat. Von 1975 bis 1984 erhielt er an der Städtischen Musikschule Klavierunterricht bei Yoma Appenheimer, die ihn insbesondere mit der Musik des 20. Jahrhunderts (Béla Bartók, Henry Cowell, Morton Feldman, Tilo Medek, Dmitri Schostakowitsch, William Walton, Anton Webern u. a.) bekannt machte. Deren Werke brachte er auch öffentlich zur Aufführung.
Erste Kompositionsversuche führten zum Kontakt mit Walter Steffens, seit 1971 Professor für Musiktheorie und Komposition an der Staatlichen Hochschule für Musik Westfalen-Lippe in Detmold. Bei ihm lernte Lötfering als Jungstudent von 1981 bis 1984. Als Stipendiat nahm er 1982 an den Internationalen Ferienkursen für Neue Musik in Darmstadt teil.
Nach dem Abitur wechselte er an die Hochschule für Musik Köln zu Hans Werner Henze, bei dem er 1990 seine Diplomprüfung ablegte. Zusätzlich studierte er bis 1993 in den Fächern Tonsatz, Klavier und Schlagzeug. Von 1988 bis 1990 war er auf Empfehlung Henzes Stipendiat der Studienstiftung des Deutschen Volkes.
Im Winter 1991 absolvierte er eine Hospitanz in der Kammermusikabteilung von WDR 3; hier wurde er im Bereich „Programmentwurf“ für Hörfunksendungen sowie als Produktionsassistent für Studioaufnahmen und Livekonzerte eingesetzt. Vier Jahre später wurde er dort Freier Mitarbeiter; bis Ende 2015 gestaltete er über eintausend Sendungen in unterschiedlichen Formaten (Radiokonzert, Das Konzert, Funkhauskonzerte, Bühne Radio, Open Auditions, Musikpassagen, Musikhaus.), die meisten als Moderator und Autor live am Mikrophon. Dabei spielte auch die Einbeziehung anderer Kunstgattungen eine große Rolle; vor allem Literatur und Film (u. a. die Reihe „Konzertsaal Kino“) lieferten  Themen für musikalische Kaleidoskope.
1991 gründete er gemeinsam mit jungen Musikern den Verein KLANG Köln, den er vier Jahre lang leitete.
Im gleichen Jahr gründete er eine Notensatz-Firma mit dem Geschäftsmodell, handgeschriebene musikalische Werke mithilfe von Notations-Software in Druckvorlagen zu übertragen.
Seit 2016 lebt und arbeitet er als Freier Autor, Rezitator, Moderator, Musiker, Arrangeur und Komponist sowie als Notensetzer in Berlin.-

## Werke
Lötferings erste Kompositionen stehen noch ganz unter dem Einfluss der klassisch-romantischen Klang- und Formenwelt. Seine „Phantastische Fuge“ für zwei Klaviere (UA 1984 Paderborn) schließt diese Frühphase ab.
Während der Studienzeit bei Hans Werner Henze experimentiert Lötfering mit Reihen-Strukturen, aber auch tonal ausgerichteten Akkord-Schichtungen; es entstehen so unterschiedliche Werke wie „Der Feuermann“ und „Tanzleich“ für Henzes Kommunalopern-Projekt „Die Regentrude“ (UA 1987 Alsfeld/Vogelsberg), aber auch die „Kammersinfonie II“ (UA 1987 Köln) oder das Orgelwerk „PRISMA“ (UA 1990 Paderborn). Außerdem spielt Henzes Konzept des „Imaginären Theaters“ eine große Rolle für die konzeptionelle Grundausrichtung seiner Werk-Ideen.
Von der mit dieser Ästhetik einhergehenden Tendenz zur Neo-Romantik entfernt Lötfering sich nach 1990 rasch; so findet sich in seinem „Portrait“ für Violoncello und Klavier (UA 1991 Köln), dem „meditando“ für Sinfonisches Blasorchester (UA 1991 Altenberger Dom) oder seinem Streichquintett „Aus Träumen verwoben“ (UA 1996 Siegen) eine deutliche Tendenz zu Verknappung und Konzentration sowie die Reduktion des Materials auf „musikalische Keimzellen“. Ein erster Höhepunkt dieser Phase ist die „Tanzsuite 1999“ (UA 2000 Paderborn). Seit den computer-gestützten „Visions of Future“ (UA 1999 Bergisch Gladbach) ist diese Entwicklung abgeschlossen.

## Sonstiges
Dirk Lötfering hat zahlreiche Bearbeitungen und Arrangements für unterschiedlichste Ensembles geschrieben, darunter eine Fassung der „Six Épigraphes antiques“ von Claude Debussy für Liebhaberorchester, eine Bearbeitung der Oper „La Bella dormente nel bosco“  von Ottorino Respighi für 15 Instrumente und Vokalensemble (Auftrag der Oper Köln, UA 2000) oder eine Kammerorchester-Version des Melodrams „Die Weise von Liebe und Tod des Cornets Christoph Rilke“ von Viktor Ullmann (UA 2020 Bremen mit dem Detmolder Kammerorchester und Dominique Horwitz; Ltg.: Alfredo Perl). Außerdem gestaltet er Bühnenprogramme, in denen Wort- und Musikbeiträge zu Themen wie „Heines Musikkritiken“, „Die Memoiren des D. Sch.“ oder „Per aspera ad …“ verbunden sind. Seit 2002 hat er das Gesamtwerk des polnischen Geigenvirtuosen und Komponisten Karol Lipiński für Violine und Orchester neu herausgegeben (Grundlage u. a. für zwei CD-Produktionen bei cpo).